# Sergij Vilfan
Sergij Vilfan, slovenski pravni zgodovinar, predavatelj in akademik, * 5. april 1919, † 16. marec 1996.
Vilfan je deloval kot redni profesor za pravno zgodovino na Pravni fakulteti v Ljubljani in bil redni član Slovenske akademije znanosti in umetnosti (od 6. junija 1983). 1962 je prejel Kidričevo nagrado (za knj. Pravna zgodovina Slovencev) in 1980 Gindelyjevo (na Dunaju) ter red dela z zlatim vencem.

## Življenje
Rodil se je kot Sergij Wilfan v premožni slovenski družini v Trstu v Italiji. Njegov stric Josip Vilfan je bil politik, odvetnik in borec za človekove pravice. Njegov bratranec Joža Vilfan je postal vpliven komunistični funkcionar in jugoslovanski diplomat, drugi bratranec Draško Vilfan pa je bil priznan zdravnik. Sergijev oče je bil pomorski inženir in jugoslovanski diplomat, ki se je zaradi svojega dela selil po Evropi, njegova mati Ide Jeanrenaud pa je bila italijansko govoreča Tržačanka mešanega švicarskega, hugenotskega in sudetskega nemškega rodu. Sergij je odraščal v večjezičnem okolju. Poleg slovenščine in francoščine se je že od malih nog naučil italijanščine, nemščine in srbohrvaščine. Z družino je živel v Bratislavi, na Dunaju in v Dubrovniku. Leta 1931 se je po očetovi smrti družina naselila v Ljubljani. Sergij je študiral pravo na Univerzi v Ljubljani. Po diplomi leta 1941 je služil kot odvetnik. Junija 1942 so ga aretirale italijanske fašistične oblasti Ljubljanske pokrajine in internirale v taborišče v Gonarsu.
Po drugi svetovni vojni je opravljal več delovnih mest v državni upravi, preden je postal vodja Mestnega zgodovinskega arhiva Ljubljana. Leta 1961 je preživel 6 mesecev v Parizu, kjer je študiral gospodarsko zgodovino pri Jeanu Meuvretu na École pratique des hautes études. Leta 1971 je postal profesor pravne zgodovine na Pravni fakulteti Univerze v Ljubljani. Vilfan je sčasoma postal eden najuglednejših strokovnjakov za pravno in gospodarsko zgodovino slovenskih dežel. Pisal je tudi o zgodnjesrednjeveških poselitvenih vzorcih.
Sergij Vilfan je bil član Académie européenne d'histoire v Bruslju (od 1981), član Société Jean Bodin (od 1974), član in predsednik Mednarodne komisije za zgodovino mest (ICHT) ter sodeloval z mednarodno Komisija za zgodovino predstavniških in parlamentarnih institucij (ICHRPI). Za svoje delo je prejel več nagrad doma in v tujini, med njimi leta 1980 Anton-Gindely Preis s prestižnega Institut für den Donauraum und Mitteleuropa na Dunaju.
Bil je dopisni član avstrijske in poljske akademije, predsednik nacionalnega komiteja za zgodovinske vede Slovenije, zaslužni profesor ljubljanske pravne fakultete in dvajset let ravnatelj ljubljanskega mestnega arhiva.
Prvo področje prava, s katerim se je ukvarjal, je bila pravna etnologija, kasneje se je preusmeril v pravno in ekonomsko zgodovino.
Umrl je leta 1996 v Ljubljani.

## Pomembnejša dela
- Pravna zgodovina Slovencev. (Ljubljana: Slovenska matica, 1961).
- Rechtsgeschichte der Slowenen bis zum Jahre 1941. Graz: Leykam Verlag, 1968.
- Die deutsche Kolonisation nordöstlich der oberen Adria und ihre sozialgeschichten Grundlagen. (Sigmaringen: Jan Thorbecke, 1974).
- Wirtschaftsgeschichte und Rechtsgeschichte. (Graz: University of Graz, 1985).
- Les communautés rurales entre l'occident et les Balkans: formes Slovenes jusqu'au début du XXe siecle. (Paris: Dessain et Tolra, 1986).
- L'individu face au pouvoir à la fin du moyen age: essai de comparaison entre l'Empire serbe et les provinces alpines du Sud-Est. (Brussels: Editions de la libraire encyclopédique, 1989).
- Crown, Estates and the Financing of Defence in Inner Austria, 1500-1630. (London: Macmillan & School of Slavonic and East European Studies University of London, 1991)
- Towns and States at the Juncture of the Alps, the Adriatic, and Pannonia. (Boulder, San Francisco, Oxford: Westview Press, 1994).